# 薛士璣
薛士璣（？—？），字促箕，號瀛樓，福建福州府福清縣人，清朝政治人物。

## 生平
康熙三十五年（1696年）丙子科福建鄉試舉人，四十五年（1706年）丙戌科三甲第八十四名進士。授江西興安縣知縣，剛上任即清除弊政，安撫縣民，士民欣悅，因勞卒於官，縣民追思不已。